# 논산시장
논산시장은 충청남도 논산시의 시장이다.

## 논산군수(1948~1996)
| 대수   | 이름   | 임기                             | 비고     |
| ------ | ------ | -------------------------------- | -------- |
| 제1대  | 김용주 | 1948년 8월 30일~1949년 7월 9일   |          |
| 제2대  | 윤주병 | 1949년 7월 10일~1950년 3월 31일  |          |
| 제3대  | 김경한 | 1950년 4월 1일~1952년 3월 23일   |          |
| 제4대  | 정인권 | 1952년 3월 24일~1952년 12월 9일  |          |
| 제5대  | 김홍식 | 1952년 12월 10일~1954년 3월 31일 |          |
| 제6대  | 박명진 | 1954년 4월 1일~1954년 9월 4일    |          |
| 제7대  | 박유진 | 1954년 9월 5일~1956년 7월 15일   |          |
| 제8대  | 김형중 | 1956년 7월 16일~1959년 1월 26일  |          |
| 제9대  | 강순태 | 1959년 1월 27일~1960년 5월 14일  |          |
| 제10대 | 전시영 | 1960년 5월 15일~1960년 10월 31일 |          |
| 제11대 | 천완근 | 1960년 11월 1일~1961년 7월 11일  |          |
| 제12대 | 정승희 | 1961년 7월 12일~1961년 11월 2일  |          |
| 제13대 | 이완종 | 1961년 11월 3일~1962년 7월 31일  |          |
| 제14대 | 이준규 | 1962년 8월 1일~1964년 3월 25일   |          |
| 제15대 | 권의직 | 1964년 3월 26일~1967년 12월 4일  |          |
| 제16대 | 박욱래 | 1967년 12월 5일~1969년 7월 9일   |          |
| 제17대 | 송희섭 | 1969년 7월 10일~1971년 8월 20일  |          |
| 제18대 | 김현구 | 1971년 8월 21일~1974년 7월 31일  |          |
| 제19대 | 이남호 | 1974년 8월 1일~1977년 2월 14일   |          |
| 제20대 | 박창희 | 1977년 2월 15일~1979년 7월 4일   |          |
| 제21대 | 양후석 | 1979년 7월 5일~1981년 6월 30일   |          |
| 제22대 | 설일진 | 1981년 7월 1일~1982년 9월 17일   |          |
| 제23대 | 조기택 | 1982년 9월 18일~1985년 12월 31일 |          |
| 제24대 | 임봉순 | 1986년 1월 1일~1988년 6월 10일   |          |
| 제25대 | 김흥태 | 1988년 6월 11일~1989년 12월 26일 |          |
| 제26대 | 유덕현 | 1989년 12월 27일~1991년 1월 13일 |          |
| 제27대 | 정운영 | 1991년 1월 14일~1993년 3월 28일  |          |
| 제28대 | 전병용 | 1993년 3월 29일~1994년 5월 3일   |          |
| 제29대 | 공병선 | 1994년 5월 4일~1995년 1월 16일   |          |
| 제30대 | 김두희 | 1995년 1월 17일~1995년 6월 30일  |          |
| 제31대 | 전일순 | 1995년 7월 1일~1996년 2월 29일   | 민선 1기 |

## 논산시장(1996~)
| 대수     | 이름   | 임기                             | 비고                                    |
| -------- | ------ | -------------------------------- | --------------------------------------- |
| 제1대    | 전일순 | 1996년 3월 1일~1998년 6월 30일   | 민선 1기 논산군수 재직 중 논산시로 승격 |
| 제1대    | 전일순 | 1998년 7월 1일~2000년 11월 10일  | 민선 2기                                |
| 권한대행 | 박찬우 | 2000년 11월 11일~2001년 4월 26일 | 부시장                                  |
| 제2대    | 임성규 | 2001년 4월 27일~2002년 6월 30일  | 민선 2기. 2001년 재보궐선거 당선        |
| 제3대    | 임성규 | 2002년 7월 1일~2006년 6월 30일   | 민선 3기. 재선                          |
| 제4대    | 임성규 | 2006년 7월 1일~2010년 6월 30일   | 민선 4기. 3선                           |
| 제5대    | 황명선 | 2010년 7월 1일~2014년 6월 30일   | 민선 5기                                |
| 제6대    | 황명선 | 2014년 7월 1일~2018년 6월 30일   | 민선 6기. 재선                          |
| 제7대    | 황명선 | 2018년 7월 1일~2022년 1월 17일   | 민선 7기. 3선                           |
| 제8대    | 백성현 | 2022년 7월 1일~                  | 민선 8기                                |

## 같이 보기
- 논산시장 선거